# Ulucak Höyük
Der Ulucak Höyük ist ein archäologischer Fundort (Siedlungshügel) in der Nähe von Izmir an der Fernstraße nach Ankara beim Dorf Ulucak, 7 km nordwestlich von Kemalpaşa. Es liegt 221 m hoch.

## Siedlung
Die Siedlungsüberreste messen 140 auf 120 m und haben eine Mächtigkeit von 11 m, wovon 5 m heute unterhalb der Oberfläche liegen. Der Ort war in insgesamt fünf Siedlungsphasen bewohnt, die vom Neolithikum bis in byzantinische Zeit reichen. Die Siedlung fand um 6.400 ihren Anfang und wurde um 5.600 v. Chr., in ihrer zweiten Phase, durch einen Brand zerstört. Aus dieser Phase wurden mehrere Gebäude gefunden, deren Inventar aufgrund der Katastrophe in situ blieb. Sie sind bis zu 6 m lang und 3 bis 6 m breit. Sie sind in zwei Räume differenziert und konnten durch Anbauten erweitert sein. Zumeist standen diese Gebäude frei; sie konnten aber auch aneinander gebaut sein. Öfen und Feuerstellen kamen innerhalb wie außerhalb der Gebäude vor. Grundlage der Architektur waren Pfostenbauten mit Wänden aus Lehmflechtwerk, Stampflehm, und Lehmziegel. Die Lehmziegel haben die einheitliche Größe von 55 × 5 × 8 cm. Die Gebäude hatten zum Teil Steinfundamente, einige wurden auch ohne Fundament errichtet. Die Wände waren mit Lehm verputzt und zum Teil bemalt. Die zur Zeit der Brandkatastrophe bestehenden Gebäude waren alle aus Lehmflechtwerk und ohne Fundamente errichtet. Sonst ähnelt diese Phase der vorausgehenden, jedoch wurde eine andere Keramik verwendet.

## Chronologie
| Schicht       | Datierung (BC cal) | Anzahl der Proben                                   | Synchronisierung                                    |
| ------------- | ------------------ | --------------------------------------------------- | --------------------------------------------------- |
| IV            | 6030-5660          | 3 (Holzkohle und verkohlte Frucht)                  | Früheste Besiedlung von Catal Höyük West            |
| V, spät (a–c) | 6590-5885          | 11 (Holzkohle, verkohlte Frucht und Meeresmuscheln) |                                                     |
| V, früh (d–f) | 6660-6030          | 10 (Holzkohle)                                      |                                                     |
| VI (a–b)      | 7040-6470          | 7 (Holzkohle und Knochen)                           | Ende der akeramischen Schichten von Catal Höyük Ost |

Nach Çakirlar 2012.

## Wirtschaft
Bereits in der untersten Siedlungsschicht wurden verkohlte Reste von Einkorn (Triticum monococcum), sechszeiliger Gerste (Hordeum vulgare), Linsen (Lens culinaris) und Erbsen (Pisum sativum) gefunden.
Die identifizierten Knochen domestizierter Tiere aus den neolithischen Schichten werden vom Rind dominiert (44,2 % nach Gewicht), gefolgt von Schaf und Ziege (37,6 %), Schweine folgen an dritter Stelle (17,7 %), der Anteil des Haushundes ist gering (0,5 %). Eine klare chronologische Entwicklung ist nicht festzustellen. Die meisten Schweine wurden geschlachtet, bevor sie erwachsen waren.